# A magyar labdarúgó-válogatott mérkőzései 1933-ban
A magyar labdarúgó-válogatottnak 1933-ban nyolc mérkőzésének a mérlege három győzelem, két döntetlen, három vereség. A Portugália elleni mérkőzés a válogatott téli, nyugat-európai túrájának része volt. Január közepétől egy hónapos túrára induló csapat hat mérkőzést játszott (például Párizs csapatával). A hat mérkőzésből 2002-ben a Magyar Labdarúgó-szövetség a Portugália elleni meccset hivatalos, országok közötti találkozóvá nyilvánította.
Szövetségi kapitány:
- Nádas Ödön

## Eredmények
| 165. mérkőzés 1933. január 29. | Portugália   | 1 – 0             | Magyarország | Lisszabon Nézőszám: 15 000 Játékvezető: Ramón Melcón (ESP) |
| 165. mérkőzés 1933. január 29. | G. Silva 57' | (0 – 0) Részletek |              | Lisszabon Nézőszám: 15 000 Játékvezető: Ramón Melcón (ESP) |

| 166. mérkőzés 1933. március 5. | Hollandia         | 1 – 2             | Magyarország          | Amszterdam Nézőszám: 30 000 Játékvezető: John Langenus (BEL) |
| 166. mérkőzés 1933. március 5. | Van den Broek 24' | (1 – 1) Részletek | Bihámy 37' Teleki 73' | Amszterdam Nézőszám: 30 000 Játékvezető: John Langenus (BEL) |

| 167. mérkőzés 1933. március 19. | Magyarország       | 2 – 0             | Csehszlovákia | MTK-pálya, Budapest Nézőszám: 25 000 Játékvezető: William Bangerter (SUI) |
| 167. mérkőzés 1933. március 19. | Turay 22' Cseh 71' | (1 – 0) Részletek |               | MTK-pálya, Budapest Nézőszám: 25 000 Játékvezető: William Bangerter (SUI) |

| 168. mérkőzés 1933. április 30. | Magyarország | 1 – 1             | Ausztria      | FTC-pálya, Budapest Nézőszám: 40 000 Játékvezető: Rinaldo Barlassina (ITA) |
| 168. mérkőzés 1933. április 30. | Markos 85'   | (0 – 1) Részletek | Ostermann 35' | FTC-pálya, Budapest Nézőszám: 40 000 Játékvezető: Rinaldo Barlassina (ITA) |

| 169. mérkőzés 1933. július 2. | Svédország                                                                | 5 – 2             | Magyarország         | Stockholm Nézőszám: 20 000 Játékvezető: Sophus Hansen (DEN) |
| 169. mérkőzés 1933. július 2. | E. Persson I 46' Karlsson 53' Korányi I 58' (öngól) Nilsson 62' Kroon 89' | (1 – 0) Részletek | Sárosi 20' Toldi 57' | Stockholm Nézőszám: 20 000 Játékvezető: Sophus Hansen (DEN) |

| 170. mérkőzés 1933. szeptember 17. Európa-kupa | Magyarország                    | 3 – 0             | Svájc | MTK-pálya, Budapest Nézőszám: 17 000 Játékvezető: Hans Frankenstein (AUT) |
| 170. mérkőzés 1933. szeptember 17. Európa-kupa | Avar 7' 77' Minelli 66' (öngól) | (1 – 0) Részletek |       | MTK-pálya, Budapest Nézőszám: 17 000 Játékvezető: Hans Frankenstein (AUT) |

| 171. mérkőzés 1933. október 1. | Ausztria                 | 2 – 2             | Magyarország        | Hohe Warte Stadion, Bécs Nézőszám: 60 000 Játékvezető: Francesco Mattea (ITA) |
| 171. mérkőzés 1933. október 1. | H. Müller 16' Schall 34' | (2 – 0) Részletek | Avar 81' Polgár 84' | Hohe Warte Stadion, Bécs Nézőszám: 60 000 Játékvezető: Francesco Mattea (ITA) |

| 172. mérkőzés 1933. október 22. Európa-kupa | Magyarország | 0 – 1             | Olaszország  | FTC-pálya, Budapest Nézőszám: 38 000 Játékvezető: Stanley Rous (ENG) |
| 172. mérkőzés 1933. október 22. Európa-kupa |              | (0 – 1) Részletek | Borel II 31' | FTC-pálya, Budapest Nézőszám: 38 000 Játékvezető: Stanley Rous (ENG) |

## Lásd még
- A magyar labdarúgó-válogatott mérkőzései (1930–1949)
- A magyar labdarúgó-válogatott mérkőzései országonként